# 7669 Malše
7669 Malše eller 1995 PB är en asteroid i huvudbältet som upptäcktes den 4 augusti 1995 av de båda tjeckiska astronomerna Miloš Tichý och Zdeněk Moravec vid Kleť-observatoriet. Den är uppkallad efter den tjeckiska floden Malše.
Asteroiden har en diameter på ungefär 5 kilometer.